# Klingentalerhof

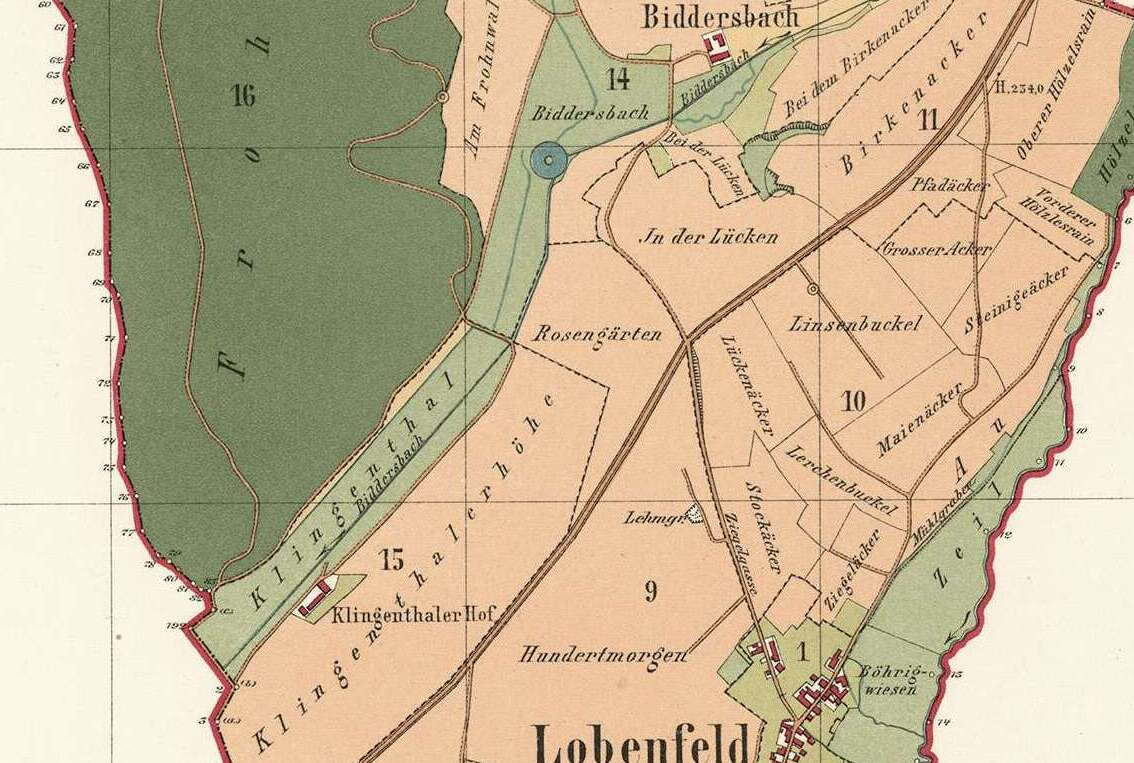
Der Hof auf einer Karte von 1877

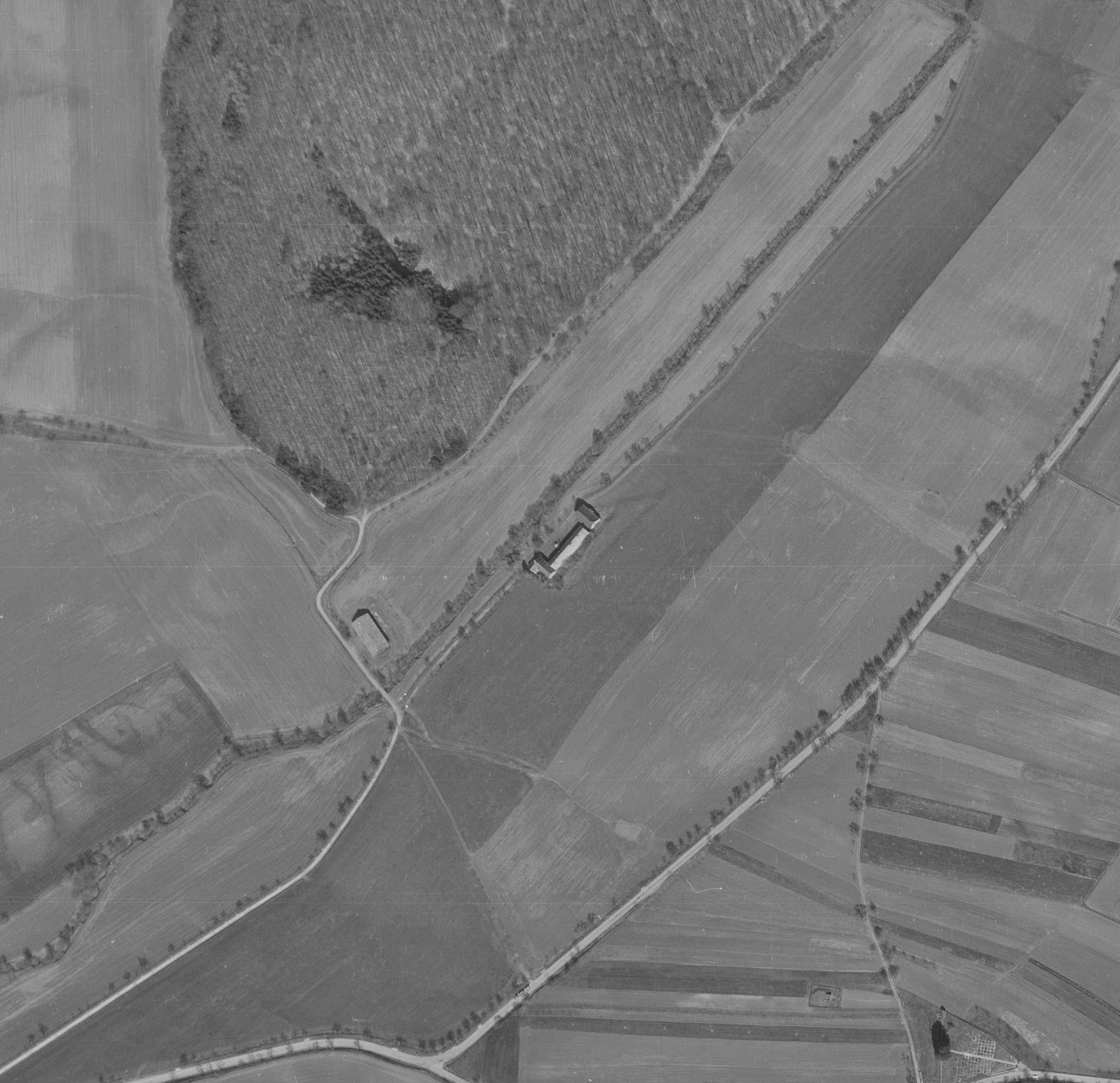
Blick auf den Hof im Luftbild (1968)

Der Klingentalerhof, alternativ auch Klingentaler Hof, war ein Wohnplatz auf dem Gebiet der Gemeinde Lobbach im Rhein-Neckar-Kreis im Nordwesten von Baden-Württemberg. Da er abgerissen wurde, bildet er heute eine Wüstung.

## Geographie
Der Hof lag im südwestlichen Teil des kleinen Odenwaldes im Übergangsbereich zum Kraichgau. An seinem nordwestlichen Rande floss der Biddersbach, der von Nordosten kommt und weiter im Südwesten bei Bammental in die Elsenz mündet.

## Geschichte
Der Hof wurde 1723 urkundlich erstmals erwähnt. Er kam, wie auch der nordöstlich gelegene Biddersbacher Hof im 19. Jahrhundert in den Besitz der Fürsten von Wrede.
Historisch zählte der Hof zu Lobenfeld, einem Ortsteil von Lobbach im Rhein-Neckar-Kreis.